# Science studies
 (décembre 2013).
Si vous disposez d'ouvrages ou d'articles de référence ou si vous connaissez des sites web de qualité traitant du thème abordé ici, merci de compléter l'article en donnant les références utiles à sa vérifiabilité et en les liant à la section « Notes et références ».
Les Science studies (mot à mot « études sur la science », parfois désignées par l'acronyme STS) sont un champ de recherche interdisciplinaire qui vise à élucider le fonctionnement concret de la science et de son articulation avec le reste de la société en s'appuyant tant sur la sociologie que sur la philosophie, l'économie, l'anthropologie, l'histoire ou d'autres disciplines des sciences humaines et sociales.

## Histoire
Elles sont historiquement liées au courant constructiviste de la sociologie des sciences[réf. nécessaire] et se sont développées en particulier dans les pays anglo-saxons, notamment aux États-Unis, où le dialogue et les échanges seraient facilités par les cursus d'études plus interdisciplinaires où les étudiants suivent à la fois des cours de sciences, techniques, ingénierie et mathématiques (STIM) dures et sociales. 
Selon l'historien des sciences Bruno Strasser, « jusque dans les années 1960, le métadiscours sur la science était principalement formulé par les chercheurs eux-mêmes actifs dans les sciences naturelles. C’est ensuite qu’est venu un regard extérieur apporté par des sociologues et des historiens qui professionnalisent les science studies. Elles posent alors des questions plus douloureuses sur le fonctionnement de la recherche. » Ces questionnements auraient conduit à des crispations entre sciences naturelles et sociales, qui se seraient ensuite dissipées.

## LesScience studiesen Europe
En France, le champ de recherche se développe au début des années 2000, sous l'influence en particulier de la sociologie des sciences de Bruno Latour et Michel Callon. Dominique Pestre en est l'un des principaux représentants.[réf. souhaitée]
En Suisse, la discipline est peu présente selon Bruno Strasser, qui souligne que la plupart des spécialistes en sciences naturelles ne possèdent pas une culture des sciences humaines et sociales et que les institutions restent très disciplinaires, plaçant les science studies à cheval entre les domaines.